# Heart's Delight-Islington
Heart's Delight-Islington es un pueblo canadiense situado en la provincia de Terranova y Labrador.

## Superficie
Heart's Delight-Islington tiene una superficie de 26,95 km².

## Demografía
En 2021, tenía 646 habitantes, una densidad poblacional de 24 hab./km², y 427 viviendas.